# ORP Ślązak (2015)
ORP Ślązak (241) («Шльо́нзак») — польський патрульний корвет спущений на воду 2 липня 2015 року на Морській верфі в Гдині, спочатку побудований як головний корабель для багаторольових проектів багатоцільових корветів проєкту 621, конструкція яких заснованим на концепції MEKO A-100 фірми Blohm + Voss.
Ім'я корабля польською означаєть «сілезець».

## Опис
ORP Ślązak — легкоозброєний патрульний корабель водотоннажністю 2200 тонн і довжиною 95,4 метра, завданням якого, з задумом Міністерства оборони, можуть бути боротьба з надводними та повітряними цілями, малими плавзасобами та асиметричними загрозами, а також патрулювання та захист морських торгових маршрутів, супровід та захист торгових суден, контроль морських перевезень як елемент операції багатонаціональних сил, боротьба з піратством та тероризмом на морі, співпраця зі спецпідрозділами в забезпеченні їх операцій, участь у гуманітарних та екологічних операціях. Планується доозброєння корабля, після чого він стане повноцінним багатофункціональним корветом

## Служба
Корабель, згідно з наказом № 560 Генерального командувача Збройних сил «Про включення патрульного корвета» Ślązak «до складу ВМС» від 28 листопада 2019 року, служить у складі 3-ї корабельної флотилії у дивізіоні бойових кораблів .

## Командири
- 2019-зараз — лейтенант-командер Себастьян Кала (Sebastian Kała)[4]